# 2019年澳洲網球公開賽

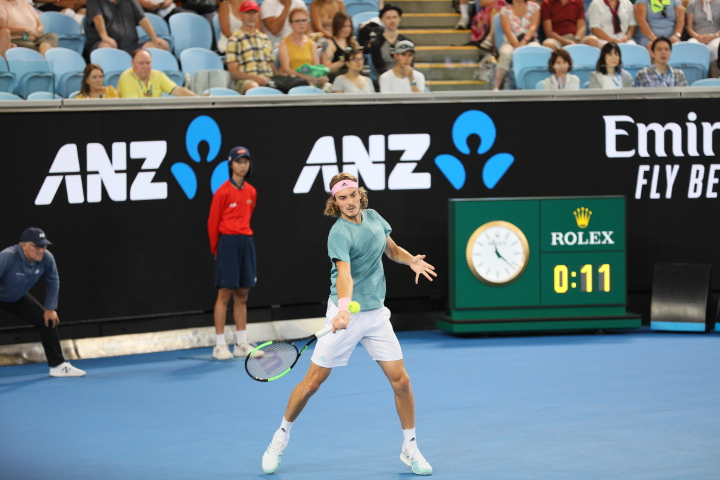
齐齐帕斯在2019年澳大利亚网球公开赛上

2019年澳洲網球公開賽，是2019賽季第一個大滿貫比賽，比賽由國際網球聯合會和澳網委員會共同負責，比賽在2019年1月14日至1月27日之間於澳大利亞墨爾本舉行。本屆賽事是賽會第107屆比賽，賽會舉辦成年組男女單打、男女雙打、混合雙打，少年組男女單打、男女雙打以及輪椅組比賽等。